# Вавилонські царі
Вавилонські царі — правителі  Вавилонії.
На цій сторінці вказані 11 династій, що правили в стародавньому Вавилоні.

## I Вавилонська (аморейська) династія
(1895 - 1595 до н. е.) правила 299 років
- Бл. 1895 до н.е. - 1881 до н.е.: Суму-абум
- Бл. 1881 до н. е. - 1845 до н.е.: Суму-ла-Ель
- Бл. 1845 до н. е. - 1831 до н. е.: Сабіум
- Бл. 1831 до н. е. - 1813 до н. е.: Апіль-Сін
- Бл. 1813 до н. е. - 1793 до н. е.: Сін-мубалліт
- Бл. 1793 до н. е. - 1750 до н. е.: Хаммурапі
- Бл. 1750 до н. е. - 1712 до н. е.: Самсу-ілуна
- Бл. 1712 до н. е. - 1684 до н. е.: Абі-ешу
- Бл. 1684 до н. е. - 1647 до н. е.: Аммі-Діта
- Бл. 1647 до н. е. - 1626 до н. е.: Аммі-цадука
- Бл. 1626 до н. е. - 1595 до н. е.: Самсу-дітана

## II Вавилонська династія (I династія Країни Моря)
- 1. Іліман (остання третина XVIII до н.е.)
- 2. Іттін-лінібі
- 3. Дамік-ілішу II
- 4. Ішкібаль
- 5. Шушші
- 6. Гулькішар
- 7. Пешгаль-дарамаш
- 8. Адара-каламма
- 9. Акуруланна
- 10. Меламкур-Куррі
- 11. Ейягаміль

## Ранні правителікаситів
Не були правителями Вавилона, але їх нумерація традиційно триває в нумерації царів каситської династії Вавилона.
- 1. Гандаш (бл. 1741 - 1726 до н. e.)
- 2. Агум I Великий (бл. 1726 - 1704 до н. е.)
- 3. Каштіліаш I (бл. 1704 - 1683 до н. е.)
- 4. Каштіліаш II (бл. 1683 - 1674 до н. е.)
- 5. Абіратташ
- 6. Урзікурумаш
- 7. Кхарбашікхі
- 8. Тіптакзі

## III Вавилонська (Каситська) династія
(Бл. 1595 - 1157 до н. е.) Правила 440 років
- 1. Агум II (бл. 1595 - 1571 до н. е.)
- Далі впродовж декількох десятиліть цар невідомий
- 2. Бурна-Буріаш I
- 3. Каштіліаш III
- 4. Улам-Буріаш
- 5. Агум III
- 7. Караіндаш I
- 8. Кадашман-Харбе I
- 9. Курігальзу I
- 10. Кадашман-Енліль I
- Бл. 1376 до н. е. - 1347 до н. е.: Бурна-Буріаш II
- Бл. 1347 до н. е. - 1346 до н. е.: Караіндаш II
- Бл. 1346 до н. е. - 1346 до н. е.: Назі-Бугаш
- Бл. 1346 до н. е. - 1324 до н. е.: Курігальзу II
- Бл. 1324 до н. е. - 1297 до н. е.: Назі-Марутташ
- Бл. 1297 до н. е. - 1280 до н. е.: Кадашман-Тургу
- Бл. 1280 до н. е. - 1265 до н. е.: Кадашман-Енліль II
- Бл. 1265 до н. е. - 1256 до н. е.: Кудур-Енліль
- Бл. 1256 до н. е. - 1243 до н. е.: Шагаракті-Шуріаш
- Бл. 1243 до н. е. - 1231 до н. е.: Каштіліаш IV
- Бл. 1231 до н. е. - 1226 до н. е.: Енліль-надін-шумі
- Бл. 1226 до н. е. - 1224 до н. е.: Кадашман-Харбе II
- Бл. 1224 до н. е. - 1219 до н. е.: Адад-шум-іддін
- Бл. 1219 до н. е. - 1188 до н. е.: Адад-шум-уцур
- Бл. 1188 до н. е. - 1174 до н. е.: Мелі-Шипаке
- Бл. 1174 до н. е. - 1161 до н. е.: Мардук-апла-іддін I
- Бл. 1161 до н. е. - 1160 до н. е.: Забаба-шум-іддін
- Бл. 1160 до н. е. - 1157 до н. е.: Енліль-надін-аххе

## IV Вавилонська династія (II династія Ісін)
(Бл. 1156 - 1026 до н. е.) Правила 128 років
- Бл. 1156 до н. е. - 1138 до н. е.: Мардук-кабіт-аххешу
- Бл. 1138 до н. е. - 1131 до н. е.: Ітті-Мардук-балату
- Бл. 1131 до н. е. - 1125 до н. е.: Нінурта-надін-шумі
- Бл. 1125 до н. е. - 1103 до н. е.: Навуходоносор I (Набу-кудурру-уцур I)
- Бл. 1103 до н. е. - 1099 до н. е.: Енліль-надін-аплі
- Бл. 1099 до н. е. - 1081 до н. е.: Мардук-надін-аххе
- Бл. 1081 до н. е. - 1068 до н. е.: Мардук-шапік-зері
- Бл. 1068 до н. е. - 1046 до н. е.: Адад-апла-іддін
- Бл. 1046 до н. е. - 1045 до н. е.: Мардук-аххе-еріба
- Бл. 1045 до н. е. - 1033 до н. е.: Мардук-зер-...
- Бл. 1033 до н. е. - 1026 до н. е.: Набу-шум-лібур

## V Вавилонська династія (II династія Країни моря)
(Бл. 1025 - 1004 до н. е.) Правила 21 рік
- Бл. 1025 до н. е. - 1108 до н. е.: Сімбар-шику
- Бл. 1008 до н. е. - 1008 до н. е.: Еа-мукін-зері
- Бл. 1008 до н. е. - 1004 до н. е.: Кашшая-надін-аххе

## VI Вавилонська династія (Династія Базі)
(Бл. 1004 - 984 до н. е.) Правила 20 років
- Бл. 1004 до н. е. - 987 до н. е.: Еулмаш-Шакін-шуми
- Бл. 987 до н. е. - 984 до н. е.: Нінурта-кудуррі-уцур I
- Бл. 984 до н. е. - 984 до н. е.: Шірікті-Шукамуна

## VII Вавилонська династія (Еламська династія)
(Бл. 984 - 979 до н. е.) Узурпатор, Елам, правив 5 років
- Бл. 984 до н. е. - 979 до н. е.: Мар-біті-апла-уцур

## VIII Вавилонська династія (Династія «Е»)
(Бл. 979 до н. е. - 732 до н. е.) Правила 248 років
- Бл. 979 до н. е. - 943 до н. е.: Набу-мукін-аплі
- Бл. 943 до н. е. - 943 до н. е.: Нінурта-кудуррі-уцур II
- Бл. 943 до н. е. - 941 до н. е.: Мар-біті-аххе-іддін
- Бл. 941 до н. е. - 900 до н. е.: Шамаш-мудаммік
- Бл. 900 до н. е. - 885 до н. е.: Набу-шум-укін I
- Бл. 885 до н. е.  - 852 до н. е.: Набу-апла-іддін
- Бл. 855 до н. е. - 851 до н. е.: Мардук-бел-усаті
- Бл. 855 до н. е. - 827 до н. е.: Мардук-закір-шумі I
- Бл. 827 до н. е. - 813 до н. е.: Мардук-Балаш-ікбі
- Бл. 813 до н. е. - 802 до н. е.: Баба-ах-іддін

Правління 5-ти невідомих царів. 
- Поч. VIII століття до н. е.: Нінурта-апла ..
- 1-а пол. VIII століття до н. е.: Мардук-бел-зері
- 1-а пол. VIII століття до н. е.: Мардук-апла-уцур
- Середина VIII століття до н. е.: Еріба-Мардук
- Бл. 754 до н. е. - 748 до н. е.: Набу-шум-ішкун
- Бл. 748 до н. е. - 734 до н. е.: Набонасар
- Бл. 734 до н. е. - 732 до н. е.: Набу-надін-зері
- Бл. 732 до н. е. - 732 до н. е.: Набу-шум-укін II

## IX Вавилонська династія
(Бл. 732 - 627 до н. е.). Правила 104 роки
- 732 до н. е. - 729 до н. е.: Набу-мукін-зері
- 729 до н. е. - 727 до н. е.: Тіглатпаласар III
- 727 до н. е. - 722 до н. е.: Салманасар V
- 722 до н. е. - 710 до н. е.: Мардук-апла-іддін II
- 710 до н. е. - 705 до н. е.: Саргон II
- 705 до н. е. - 703 до н. е.: Сінаххеріб
- 703 до н. е. - 703 до н. е.: Мардук-закір-шумі II
- 703 до н. е. - 702 до н. е.: Мардук-апла-іддін II
- 702 до н. е. - 700 до н. е.: Бел-Ібні
- 700 до н. е. - 694 до н. е.: Ашшур-надін-шумі
- 694 до н. е. - 693 до н. е.: Нергал-ушезіб
- 693 до н. е. - 689 до н. е.: Мушезіб-Мардук
- 689 до н. е. - 681 до н. е.: Сінаххеріб
- 681 до н. е. - 669 до н. е.: Асархаддон
- 669 до н. е. - 648 до н. е.: Шамаш-шум-укін
- 648 до н. е. - 627 до н. е.: Кандалану

## X нововавилонска (халдейска) династія
626 до н. е. - 538 до н. е., правила 88 років
- 626 до н. е. - 605 до н. е.: Набопаласар (Набу-апла-уцур)
- 605 до н. е. - 562 до н. е.: Навуходоносор II (Набу-кудурру-уцур II)
- 562 до н. е. - 560 до н. е.: Амель-Мардук
- 560 до н. е. - 556 до н. е.: Нерґал-шар-уцур
- 556 до н. е. - 556 до н. е.: Лабаші-Мардук
- 556 до н. е. - 539 до н. е.: Набонід (Набу-Наїда)
- 556 до н. е. - 539 до н. е.: Валтасар (Бел-шар-уцур) співправителем

## Повстання проти персів
- 1. Набу-кудурру-уцур III (Навуходоносор III), син Анірі 522 до н. е.
- 2. Набу-кудурру-уцур IV (Навуходоносор IV, Арах), син Халдіта 521 до н. е.
- 3. Бел-Шиманов 484 до н. е.
- 4. Шамаш-ерібу 482 до н. е.

У 539 до н. е. Вавилон був захоплений перським царем Киром II і втратив самостійність. У 538 до н. е. його син Камбіс II прийняв вавилонський трон, а після його смерті царський титул більше не призначався. Після придушення двох повстань проти перського панування (484, 482 до н. е.) Ксеркс I вивіз з Вавилона золоту статую Бела-Мардука і позбавив місто автономного статусу.